# Lubango
Lubango [ˌlubañgu], bis 1975 Sá da Bandeira, ist eine Stadt im Südwesten Angolas und die Hauptstadt der Provinz Huíla. Die Stadt liegt etwa 750 km südlich von Luanda auf einer Hochebene (Huíla-Plateau). Beim Zensus 2014 zählte Lubango 776.249 Einwohner, bei der Schätzung 2019 waren es 903.564. Es ist die zweitgrößte Stadt des Landes. Die nächstgelegene Stadt ist Moçâmedes in etwa 150 Kilometer Entfernung, an der Küste des Atlantischen Ozeans gelegen. Die Bevölkerung der Stadt gehört überwiegend dem ethnischen Konglomerat der Nyaneka-Khumbi an, die in der Provinz Huíla vorherrschen. Stark angewachsen ist auch der Anteil der Ovimbundu, die aufgrund des Bürgerkriegs hierher geflohen sind. Die Ovambo stellen eine Minderheit dar. Die zur Kolonialzeit zahlreiche Gruppe der Angolaportugiesen ist nach der Unabhängigkeit auf wenige Hundert zusammengeschmolzen.

## Geographische Lage
Lubango, die Hauptstadt der Provinz Huíla, liegt rund 1000 Kilometer südlich der angolanischen Hauptstadt Luanda. Dank seiner Lage auf dem Huila-Plateau verfügt Lubango über ein mildes und ausgeglichenes Klima.

## Klima
Auf einer Höhe von 1770 Metern über dem Meeresspiegel ist Lubango eine der höchstgelegenen Städte Angolas. Das typische Wetter ist tagsüber feuchtwarm und nachts kühl. Die durchschnittliche Temperatur beträgt im Jahresmittel 18 °C, wobei die Extreme zwischen dem Gefrierpunkt und 34 °C schwanken. Kältester Monat ist der Juni, in dem die Temperaturen gelegentlich unter 0 °C sinken. Die warmen Sommermonate, von Oktober bis Mai, bringen die Regenzeit mit den größten Niederschlagsmengen, zwischen Januar und März.
|                        | Jan  | Feb  | Mär  | Apr  | Mai  | Jun  | Jul  | Aug  | Sep  | Okt  | Nov  | Dez |   |      |
| Mittl. Temperatur (°C) | 18,8 | 18,5 | 18,7 | 18,4 | 16,6 | 15   | 15,5 | 17,6 | 19,7 | 20,1 | 19,4 | 19  | ⌀ | 18,1 |
| Mittl. Tagesmax. (°C)  | 24,7 | 24,2 | 24,3 | 24,5 | 24   | 22,6 | 23,3 | 25,2 | 27,2 | 27,4 | 25,8 | 25  | ⌀ | 24,9 |
| Mittl. Tagesmin. (°C)  | 12,9 | 12,8 | 13,1 | 12,4 | 9,3  | 7,4  | 7,7  | 10,1 | 12,3 | 12,9 | 13   | 13  | ⌀ | 11,4 |
|                        |      |      |      |      |      |      |      |      |      |      |      |     |   |      |
| Niederschlag (mm)      | 130  | 135  | 191  | 91   | 9    | 0    | 0    | 1    | 3    | 65   | 112  | 123 | Σ | 860  |
|                        |      |      |      |      |      |      |      |      |      |      |      |     |   |      |
| Regentage (d)          | 28   | 24   | 20   | 18   | 5    | 0    | 0    | 0    | 1    | 18   | 25   | 19  | Σ | 158  |
|                        |      |      |      |      |      |      |      |      |      |      |      |     |   |      |
| Luftfeuchtigkeit (%)   | 80   | 76   | 78   | 73   | 53   | 34   | 33   | 38   | 37   | 52   | 60   | 65  | ⌀ | 56,5 |

| 12,9 |

| 12,8 |

| 13,1 |

| 12,4 |

| 9,3 |

| 7,4 |

| 7,7 |

| 10,1 |

| 12,3 |

| 12,9 |

| 13 |

| 13 |

| 12,9 |

| 12,8 |

| 13,1 |

| 12,4 |

| 9,3 |

| 7,4 |

| 7,7 |

| 10,1 |

| 12,3 |

| 12,9 |

| 13 |

| 13 |

## Geschichte

### Vor dem Eintreffen der Portugiesen
Die Gegend um das spätere Sá da Bandeira (Lubango) war ursprünglich von nomadisierenden Khoisan-Gruppen bewohnt und nur sehr dünn besiedelt. Zu Beginn des vergangenen Jahrtausends wurden sie bis auf Restgruppen von verschiedenen Bantuvölkern verdrängt, die aus dem Norden kamen – vor allem von Hirtenbauern, die der Familie der Nyaneka-Khumbi zugerechnet werden. Dazu gesellten sich kleinere Gruppen, die mit den Herero verwandt sind und aus dem heutigen Namibia einsickerten.

### Kolonialzeit
Im Jahre 1482 landete der portugiesische Seefahrer Diego Cão als erster Europäer an der Atlantikküste bei Moçâmedes, was in den folgenden Jahren zur Errichtung von Handelsstationen entlang der Atlantikküste führte. Viele dieser Niederlassungen dienten dem Sklavenhandel mit Brasilien. Das Hinterland war zu der Zeit relativ spärlich erkundet und kaum von Europäern besiedelt.
Nach dem Verbot des Sklavenhandels gewann die Landwirtschaft in Angola zunehmend an Bedeutung und auch das Hinterland wurde auf Betreiben der portugiesischen Kolonialregierung entwickelt. Um 1882 kamen etwa 1000 Siedler von der Insel Madeira in die Gegend des heutigen Lubango, die bis zu der Zeit – von einigen herumziehenden Khoisan-Gruppen abgesehen – so gut wie unbesiedelt war. Diese portugiesischen Bauern entwickelten die ganze Gegend sehr schnell und gründeten mehrere Siedlungen. Um die Siedler der Umgebung zu versorgen, wurde 1885 der Ort als Sá da Bandeira in 1700 Metern über dem Meeresspiegel auf dem Huíla-Plateau gegründet.
Um 1885 kamen etwa 40 Buren-Familien aus dem Nordwesten Südafrikas, aus der Gegend um Upington, als Teil der sogenannten Dorslandtrekkers (Durstlandtrekker) in die Region von Sá da Bandeira. Als durch die Beschlüsse auf der Kongokonferenz, die vom 15. November 1884 bis zum 26. Februar 1886 in Berlin stattfand, festgelegt wurde, dass ganz Angola auch künftig unter portugiesischer Herrschaft bleiben sollte, zogen diese wieder zurück nach Süden und versuchten in der Gegend von Grootfontein, im heutigen Namibia, die „Republik Upingtonia“ zu errichten.
Um das Jahr 1910 lebten bereits über 1700 portugiesische Siedler in Sá da Bandeira und bereits im Jahre 1923 konnte die Stadt an die Moçâmedes-Bahn angeschlossen werden, das den portugiesischen Hafen Moçâmedes (dt. auch Mossamedes) mit dem Hinterland verband. Ebenfalls 1923 wurde die nach Bernardo de Sá Nogueira de Figueiredo, erster Markgraf von Sá da Bandeira, benannte Ortschaft zur Stadt erhoben.
Da die halbnomadisch in der Umgebung lebenden Nhaneka-Humbe nicht in der Stadt leben wollten, blieb Sá da Bandeira lange Jahrzehnte die einzige größere Stadt in Angola mit mehrheitlich weißer Bevölkerung und das Haupt-Siedlungszentrum im südlichen Hinterland Angolas.
Sá da Bandeira nahm im 20. Jahrhundert, während der Zugehörigkeit zum portugiesischen Weltreich, einen rasanten, wirtschaftlichen Aufschwung, der sich auch in der reichhaltigen Architektur und der großzügigen Anlage der Stadt ausdrückte. So verfügte Sá da Bandeira neben einer Vielzahl verschiedener Versorgungseinrichtungen, über eine Kathedrale, moderne Verwaltungsgebäude, Krankenhäuser, Industrie- und Handelskammer, Schulen, Post- und Telekomzentrale (CTT), Banken und Versicherungen sowie über eine Filiale der Nationalen Überseebank – der Banco Nacional Ultramarino (BNU) und entwickelte sich zu einem regionalen Verkehrszentrum mit Bahnknotenpunkt, gut ausgebauten Straßen und Regionalflughafen und zu einem Standort der Lebensmittelindustrie.
1951 wurde der Status Angolas von einer portugiesischen Kolonie zur portugiesischen Überseeprovinz Angola gewandelt, was nunmehr auch den schwarzen Bewohnen Angolas, unter bestimmten Voraussetzungen, als Assimilados, die rechtliche Gleichstellung mit den Weißen ermöglichte.

### Kolonialkrieg
Der ab 1961 eskalierende Kolonialkrieg zog die Regionen im Süden Angolas zunächst weit weniger in Mitleidenschaft als die Gebiete des Nordens und entlang der Grenze zum Kongo. Erst ab Mitte der 1960er Jahre begann durch die Unterstützung Sambias für die Aufständischen, auch der Süden unsicherer zu werden, wenngleich die Gegend um Sá da Bandeira bis in die 1970er Jahre hinein weitgehend ruhig blieb und weiterhin wirtschaftlich prosperierte.

### Sozialistische Diktatur und Bürgerkrieg
Nach der Unabhängigkeit infolge der portugiesischen Nelkenrevolution brach der Konflikt zwischen den rivalisierenden schwarzen Befreiungsbewegungen MPLA unter Agostinho Neto, UNITA unter Jonas Savimbi und der FNLA unter Holden Roberto offen aus und eskalierte schnell zum Stellvertreterkrieg zwischen Ost- und West. Als mit dem Tag der Nelkenrevolution, am 25. April 1974, die letzten portugiesischen Sicherheitskräfte der Übergangsregierung aus Sá da Bandeira abzogen, verließ die überwiegend weiße Bevölkerung die Stadt fluchtartig, das öffentliche Leben und die Versorgung brachen innerhalb kürzester Zeit fast vollständig zusammen.
Nachdem das sozialistische MPLA nach wenigen Wochen die alleinige Macht für sich beansprucht hatte, eskalierten auch im bisher ruhigen Süden des Landes die Kämpfe und Sá da Bandeira, das in Lubango umbenannt wurde, geriet zu einem der Brennpunkte des angolanischen Bürgerkrieges. Im weiteren Verlauf des Krieges wurde Lubango von den MPLA-Regierungstruppen und deren kubanischen Verbündeten als eine ihrer Hauptbasen im Süden ausgebaut, wohingegen das Umland (vor allem im Norden, Osten und südlich der Stadt) fast vollständig von den Rebellen der UNITA unter ihrem Anführer Jonas Savimbi, und deren südafrikanischen Verbündeten beherrscht wurde. Für die Truppen des MPLA und Kubas wurde Lubango zur Frontstadt und nur der massierten Konzentration von kubanischen Kampfverbänden aus Bodentruppen und Luftwaffeneinheiten, in der Stadt und in deren westlichem Umland, war es zu verdanken, dass wenigstens die Landverbindung zur Atlantikküste, mit dem Hafen Moçâmedes, freigehalten werden konnte.
Während der jahrzehntelangen kriegerischen Auseinandersetzungen wurden große Teile der einst blühenden Stadt mit ihrer reichen Infrastruktur zerstört. Ein geregeltes Wirtschaftsleben und Versorgungseinrichtungen für die Bevölkerung existierten praktisch nicht mehr. Weite Landstriche im Umland der Stadt und auf dem gesamten Huíla-Plateau wurden (von beiden Seiten) vermint.

### Das Zentrum der SWAPO
Neben den Kubanern und Militärberatern aus weiteren Ostblockländern, war auch die SWAPO unter ihrem Anführer Sam Nujoma, als Verbündeter des damals sozialistisch orientierten MPLA mit eigenen Kampfverbänden – der People’s Liberation Army of Namibia (PLAN) – in den angolanischen Bürgerkrieg verwickelt und baute Lubango zu einem ihrer militärischen Zentren in Angola aus. In den 1980er Jahren wurde Lubango als Standort eines Zentrums des SWAPO-Sicherheitsapparates ausgebaut, dessen Leitung dem späteren Chefs der namibischen Armee, Solomon Hawala, unterstellt war und wo in Kerkern SWAPO-Dissidenten misshandelt wurden. Solche Ereignisse an diesem Standort brachten seinem Kommandanten den Spitznamen „butcher of Lubango“ (deutsch etwa: „Schlächter von Lubango“) ein. Ihm werden Folterungen und Massenverhaftungen exilierter SWAPO-Anhänger in seiner damaligen Funktion angelastet.
Während der politischen Säuberungen der 1980er Jahre wurden dort vor allem Angehörige nationaler Minderheiten, die nicht dem Volk der Ovambo angehörten, und Intellektuelle verhaftet. Die Gefangenen wurden zumeist aufgrund konstruierter Vorwürfe abgeurteilt. Die „Geständnisse“ sollen zuvor durch (teilweise monatelange) Folter erzwungen worden sein.

### Nach dem Ende des Bürgerkrieges
Seit dem Waffenstillstandsabkommen vom 4. April 2002 begann sich auch in Lubango langsam wieder ein geregeltes, öffentliches Leben zu entwickeln, wenngleich Versorgungseinrichtungen, Krankenhäuser und Schulen nur mit ausländischer Hilfe wiederaufgebaut werden können, weil ein großer Teil der Erträge aus Angolas reichen Bodenschätzen von der allgegenwärtigen Korruption im Lande aufgezehrt wird.
Auch Landwirtschaft, Handel und Gewerbe beginnen sich in der Stadt, sowie auf dem Huíla-Plateau wieder zaghaft zu entwickeln, obwohl das gegenwärtige Niveau der Lebensumstände in Lubango keinen Vergleich mit dem einst blühenden, portugiesischen Regionalzentrum Sá da Bandeira aushält.
Auch heute noch stellen Landminen als Vermächtnis des Bürgerkrieges eine latente Gefahr für die lokale Landbevölkerung des gesamten Huíla-Hochlandes dar.
Im Jahre 2001 kam es zu einem schweren Flugzeugunglück, als eine Beechcraft 1900 der angolanischen Chartergesellschaft Sociedade de Aviação Ligeira (SAL) beim Anflug auf den Flughafen einen Berghang rammte, wobei 17 Menschen den Tod fanden.

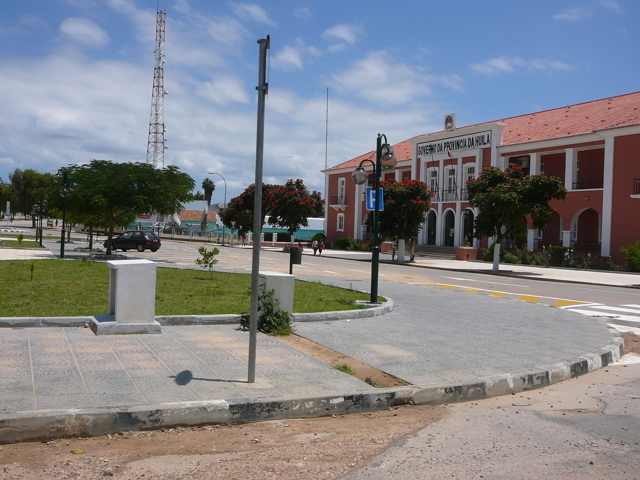
Der Regierungssitz der Provinz Huíla in Lubango

## Verwaltung
Lubango ist Sitz eines gleichnamigen Kreises (Município) in der Provinz Huíla, deren Hauptstadt sie zudem ist. Der Kreis hat etwa 1 Mio. Einwohner (Schätzung 2012) auf einer Fläche von 3140 km². Die Volkszählung 2014 soll fortan für gesicherte Bevölkerungsdaten sorgen.
Der Kreis Lubango setzt sich aus fünf Gemeinden (Comunas) zusammen:
- Arimba
- Hoque
- Huíla
- Lubango
- Quilemba

## Wirtschaft
Lubangos Wirtschaft basiert auf dem landwirtschaftlichen Reichtum, der Fruchtbarkeit und der relativ guten Wasserversorgung des Huíla-Plateaus, obgleich die derzeitigen Ernteerträge nur noch ein Bruchteil dessen sind, was bis Mitte der 1970er Jahre in der Region von weißen Farmern alljährlich erbracht wurde. Die wichtigsten landwirtschaftlichen Erzeugnisse der Region sind Rindfleisch, Getreide, Sisal, Tabak, Obst und Gemüse.
Auch die sich zaghaft entwickelnde Lebensmittelverarbeitung, Gerbereien und die neuen Anfänge einer Konsumgüterindustrie gewinnen langsam an Bedeutung. Landesweit bekannt ist das hier hergestellte Bier N’gola.
Auch das Bankwesen und damit auch die Versorgung der lokalen Wirtschaft mit Krediten beginnt sich zu entwickeln. So bieten mittlerweile verschiedenen Banken ihre Dienste an – unter anderem die Afrikanische Investitionsbank (Banco Africano de Investimentos, BAI), die mit überwiegend portugiesischem Kapital bereits seit längerem auf den Kapverden aktiv ist und die angolanische Spar- und Kreditbank (Banco de Poupança e Crédito (BPC)), die sich überwiegend in Staatsbesitz befindet. Mittlerweile gibt es in der Innenstadt und in den Randbezirken Lubangos auch Geldautomaten, die die lokale Währung, den Kwanza, ausgeben. Im Geschäftsleben der Region werden ebenso der US-Dollar sowie der südafrikanische Rand akzeptiert. Der Euro ist als Zahlungsmittel kaum üblich.
In den letzten Jahren wurde in der Innenstadt das große Millennium-Einkaufszentrum errichtet, in dem die meisten Güter des täglichen Bedarfs erhältlich sind.

## Transportwesen
Mit dem Flughafen Lubango verfügt die Stadt über einen Flughafen mit dem IATA-Flughafencode SDD (für Sá da Bandeira), der auch von verschiedenen internationalen Fluggesellschaften aus der Region täglich angeflogen wird:
- Air Gemini (Luanda, Namibe, Ngiva)
- Air Namibia (Luanda, Windhoek)
- Sonair (Catumbela, Luanda)
- TAAG Angola Airlines (Catumbela, Huambo, Luanda, Onjiva, Windhoek)

Daneben befindet sich auf dem Flughafengelände auch das Kommando eines Bomberregiments der Angolanischen Streitkräfte.
Während der letzten Jahre wurde auch der Fahrbetrieb auf der Namibebahn (Caminho de Ferro de Moçâmedes (CFM)) wieder aufgenommen, die Lubango mit dem Atlantikhafen Moçâmedes verbindet und während des Bürgerkrieges stark zerstört wurde. Eine Nebenstrecke verbindet die Namibebahn und Lubango von hier aus mit Chiange. Für die Zukunft ist der Bau einer Eisenbahntrasse von Namibia über Ondjiva bis Lubango geplant; auf namibischer Seite ist die Bahn bis zum Grenzübergang Oshikango bereits fertiggestellt.
Die Stadt und ihre Umgebung verfügen über ein dichtes Netz privater Taxianbieter und verschiedene Buslinien verbinden Lubango über Caconda und Huambo (Nova Lisboa) mit Luanda, Lobito und Benguela an der Atlantikküste. In der anderen Richtung verbinden Buslinien die Stadt über eine, für angolanische Verhältnisse relativ gut ausgebaute Strecke, über Cahama, Xangongo und Ondjiva mit Namibia.

## Bildung
Zur Kolonialzeit gehörte Lubango, das damals noch Sá da Bandeira hieß, zu den ersten Städten des Binnenlandes von Angola, die Sekundarschulen besaßen, wie das Liceu Nacional Diogo Cão, die Escola Industrial e Comercial Artur de Paiva oder das Instituto Agrícola do Tchivinguiro. Lubango ist Sitz der Universidade Mandume Ya Ndemufayo, die 1963 unter dem Namen Estudos Gerais Universitários als Pädagogische Hochschule ihren Anfang nahm und 2009 ihren aktuellen Namen bekam. Daneben gibt es in der Stadt fünf private Universitäten mit insgesamt 15.000 Studierenden.

## Sport
In Lubango gibt es zahlreiche Sportvereine, wobei sich die meisten dem Fußball und Basketball widmen. Der bekannteste Verein ist der 1955 gegründete Clube Desportivo da Huíla (CD Huíla). Seine Heimspiele bestreitet er im Estádio do Ferrovia mit 20.000 Plätzen. Dort ist auch der Ferroviário da Huíla zuhause, der 1985 und 1989 den angolanischen Pokal gewinnen konnte, die Taça Angolana de Futebol. Der 1932 gegründete Verein Benfica Lubango, ein Filialverein von Benfica Lissabon, tritt nach dem Aufstieg 2014 in der höchsten Spielklasse Angolas an, im Girabola 2014. Seine Heimspiele trägt er im 21.000 Zuschauer fassenden Stadion Nossa Senhora do Monte aus.
Das Estádio Nacional da Tundavala wurde von einem chinesischen Unternehmen neu gebaut und zählt zu den modernsten Fußballstadien Afrikas. Im Tundavala-Stadion von Lubango mit 20.000 Plätzen fanden einige Begegnungen der Afrikameisterschaft 2010 in Angola statt. Gelegentlich trägt auch der CD Huíla hier Meisterschaftsspiele aus.

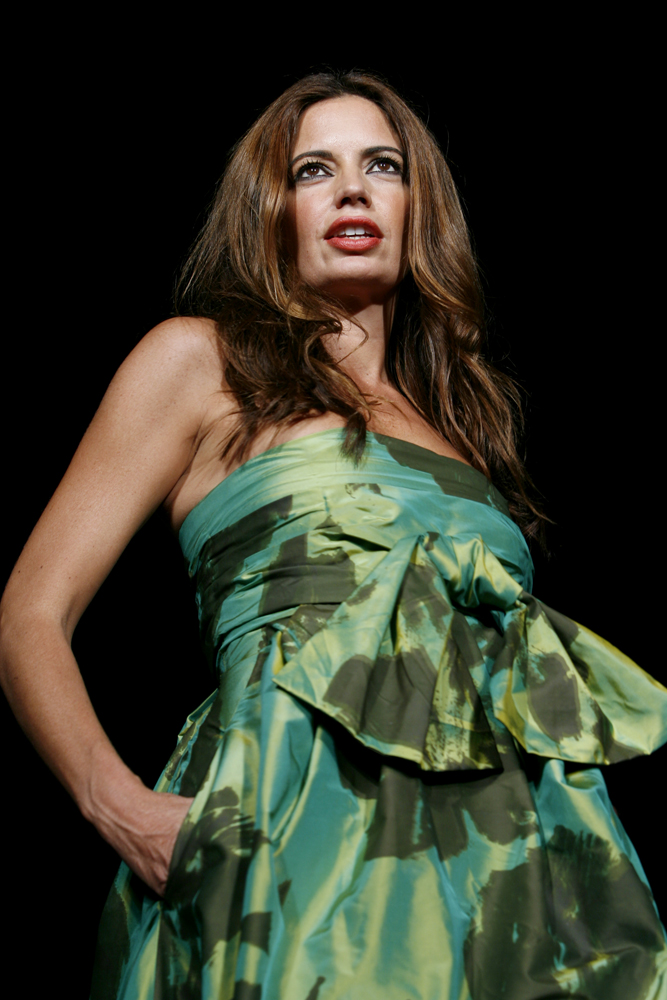
Bárbara Guimarães

## Söhne und Töchter der Stadt
- Maria da Graça Amado da Cunha (1919–2001), portugiesische klassische Pianistin, feministische und antifaschistische Aktivistin
- Mário Alberto (1925–2011), Maler, Theaterregisseur und Dramatiker
- Emídio Rangel (* 1947), portugiesischer Journalist
- Ana Paula Tavares (* 1952), angolanische Lyrikerin
- Gabriela Canavilhas (* 1961), Pianistin und Politikerin, Kulturministerin im Kabinett Sócrates II
- Pedro Proença (* 1962), portugiesischer Maler und Autor
- Paulo Salvador (* 1965), portugiesischer Journalist
- João N’Tyamba (* 1968), olympischer Leichtathlet
- Bárbara Guimarães (* 1973), portugiesische Fernsehmoderatorin
- Luís Vidigal (* 1973), portugiesischer Fußballspieler und -trainer
- Marco Abreu (* 1974), Fußballspieler
- Ary (* 1986), Kizomba- und R&B-Sängerin